# 同盟國中國戰區
同盟國中國戰區（英語：China Theater），或稱盟軍中國戰區，是第二次世界大戰同盟國成立的戰區組織。

## 沿革
1941年12月10日，中華民國軍事委員會委員長蔣中正在與英國、美國駐華軍事代表團團長談話中表示希望建立軍事合作機制，認為中國、英國、美國、荷蘭應該成立以打擊日本為目標的「共同設計與共同指揮行動之中心機構」:113。12月底，美國總統羅斯福致電蔣中正，建議組織中國戰區，以提高中國之地位，並邀請蔣中正擔任中國戰區統帥，指揮包括越南、泰國境內的盟軍:4-31。1942年1月2日，蔣中正回覆羅斯福表示接受提議:232，3日蔣中正任中國戰區統帥:233，4日蔣中正請羅斯福遴選一將領充任中國戰區參謀長:234。2月3日，同盟國公告任命美軍中將史迪威為中國戰區參謀長:6728。4月2日，美國與英國駐華軍事代表團改隸中國戰區，受參謀長史迪威節制:241。
1943年8月21，宋子文就《改組中國戰區方案則》一件，與美國總統羅斯福初步交換意見，羅斯福表示已有召回史迪威之擬議:7191。8月24日，英美雙方最終決定將泰國從中國戰區劃轉東南亞戰區:119。
1944年10月，與蔣中正屢次衝突的中國戰區參謀長史迪威遭到撤換，魏德邁於31日就任中國戰區參謀長後，建立在華美軍有效機制，與中國領導人建立互信並提供諍言，中美關係明顯改善:101-102:292。同月美國參謀長聯席會議爲簡化美國陸軍中緬印戰區與中國戰區的複雜關係，將原來的美國陸軍中緬印戰區分割爲美軍中國戰區與美軍印緬戰區，並使美軍中國戰區與中國戰區的邊界保持一緻，在給美軍中國戰區的命令中，參謀長聯席會議明確規定，魏德邁負責的中國戰區包括中國和越南，但不包括泰國，在英國軍隊更有可能解放泰國的形勢下，美國人實際上已經默認將泰國劃轉東南亞戰區。:121-122
1944年12月25日，中國戰區中國陸軍總司令部在雲南昆明成立:299，以配合盟軍作戰，牽制日本主力於中國及東南亞戰場，負責西南戰區陸軍部隊之指揮及整訓責任。
1945年7月24日，英美兩國領導人批准越南北緯16度以南劃入東南亞戰區:124；8月13日，美國參謀長聯席會議將海南島從盟軍西南太平洋戰區劃入中國戰區:116；同年8、9月間，臺灣納入中國戰區。
1946年6月1日，中國戰區中國陸軍總司令部在南京改編為「陸軍總司令部」。9月從越南撤軍後，中國戰區停止運作:112。